# Свято-Миколаївська церква (Болград)
Свято-Нікольський Собор  — храм Одеської єпархії Української православної церкви (МП). Споруджена в 1871-1878 рр. Пам'ятка архітектури національного значення.

## Історія
У другій половині ХІХ ст., у зв'язку зі збільшенням чисельності населення Болграда, виникла необхідність в будівництві нової церкви. Новий храм був закладений в 1871 р. на ринковій площі. Будівництво його велося за рахунок парафіян і було закінчено до 1878 р. Однак діючою церква стала лише через три роки, після того як 24 травня 1881 року вона була освячена.
У 1953 р. прихід був закритий, а будівлю церкви передано «Горторг», який використовував її до 1983 р. як склад. За роки експлуатації храм переніс кілька сильних землетрусів, негативний вплив від яких посилився відсутністю своєчасних ремонтів. В результаті в 1990-х рр. Свято-Нікольський Собор прийшов в аварійний стан.
З початку 2000-х років проводяться ремонтно-відновлювальні роботи, в результаті яких була змінена висота і конфігурація дзвінарні і світлового барабана, а також куполів.
Постановою Ради Міністрів Української РСР 24.08.1963 № 970 Свято-Нікольський Собор в Болграді прийнятий під охорону як пам'ятка архітектури республіканського (національного) значення під № 1470.

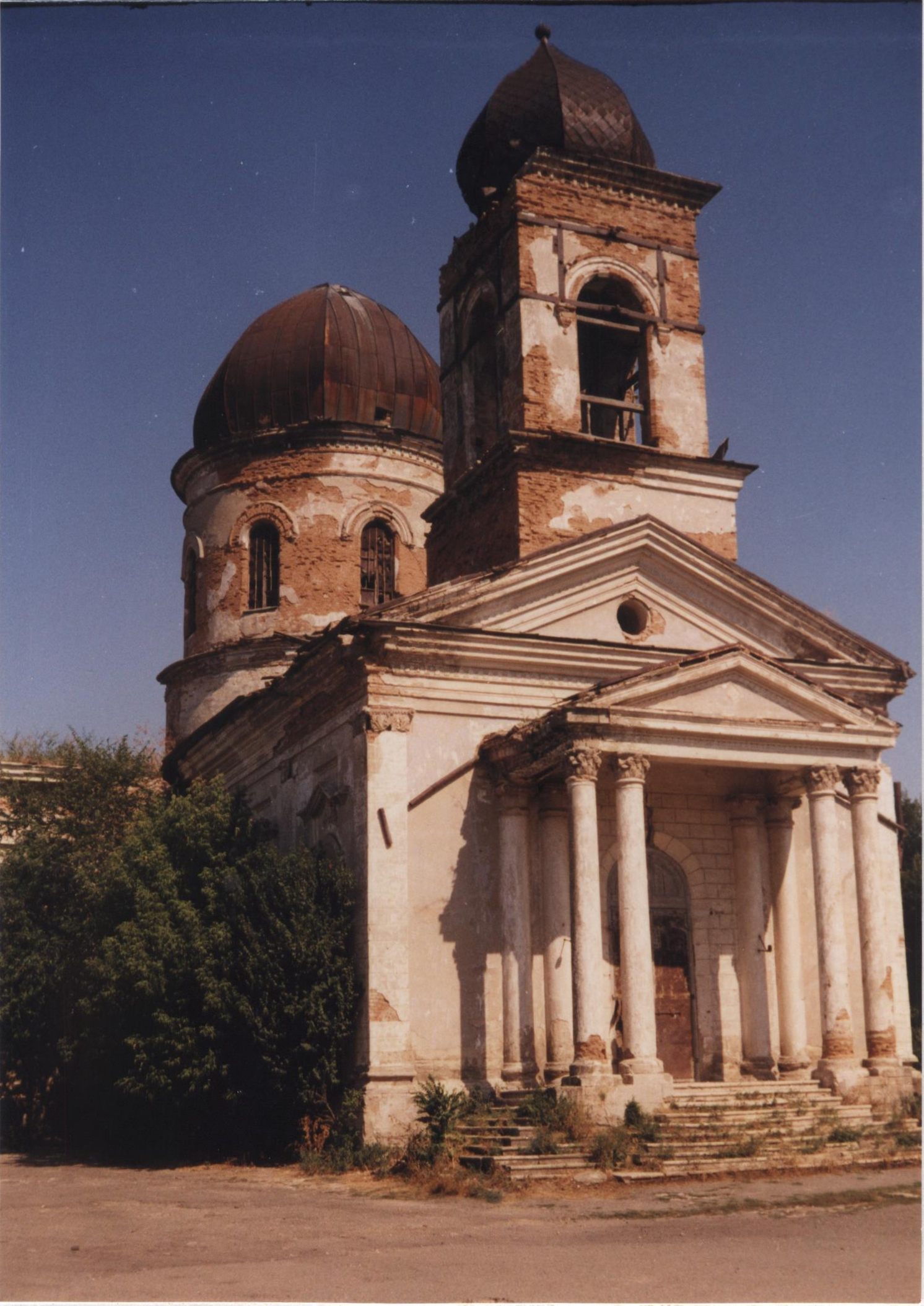
1999 р.
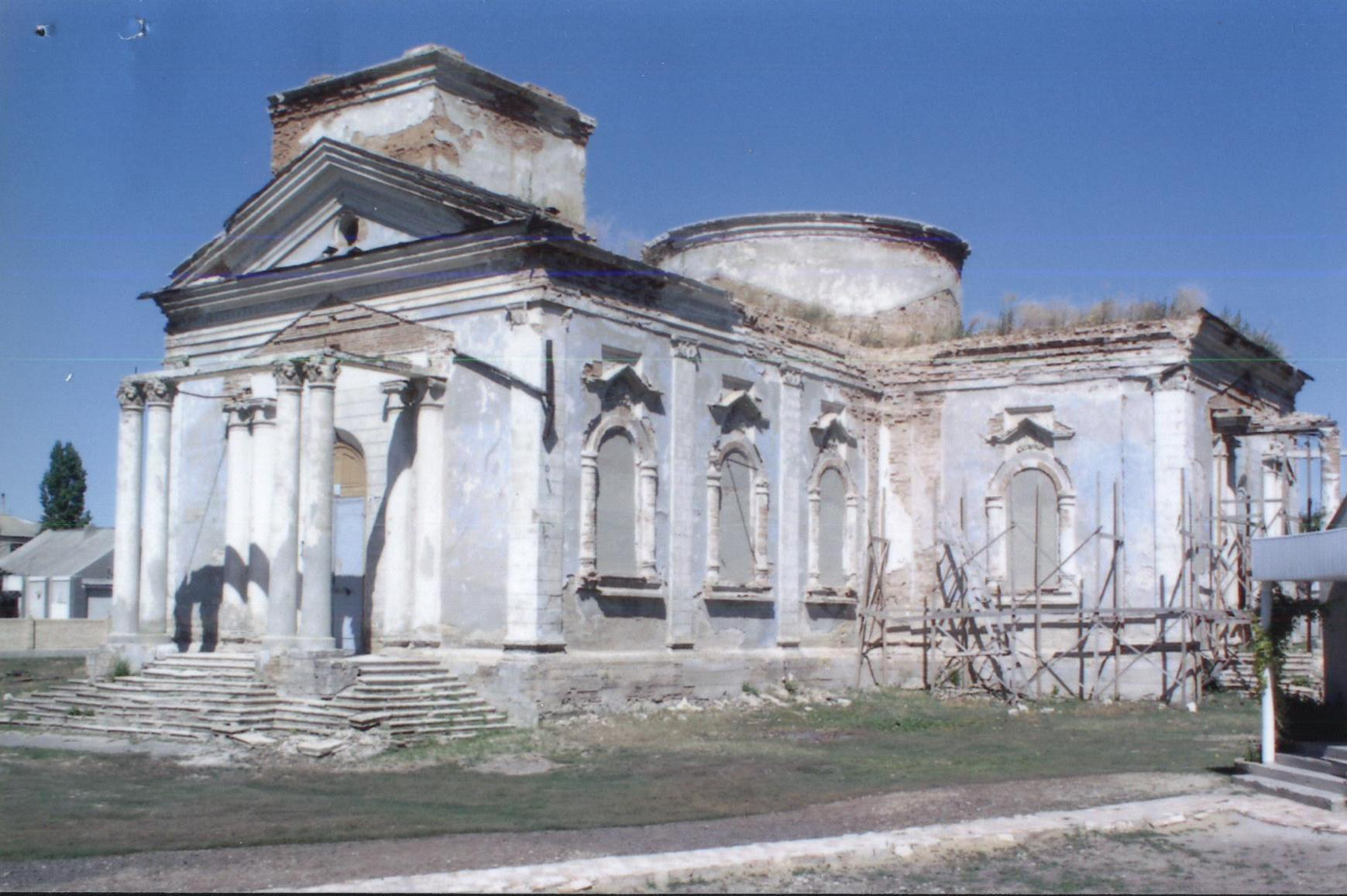
2004 р.
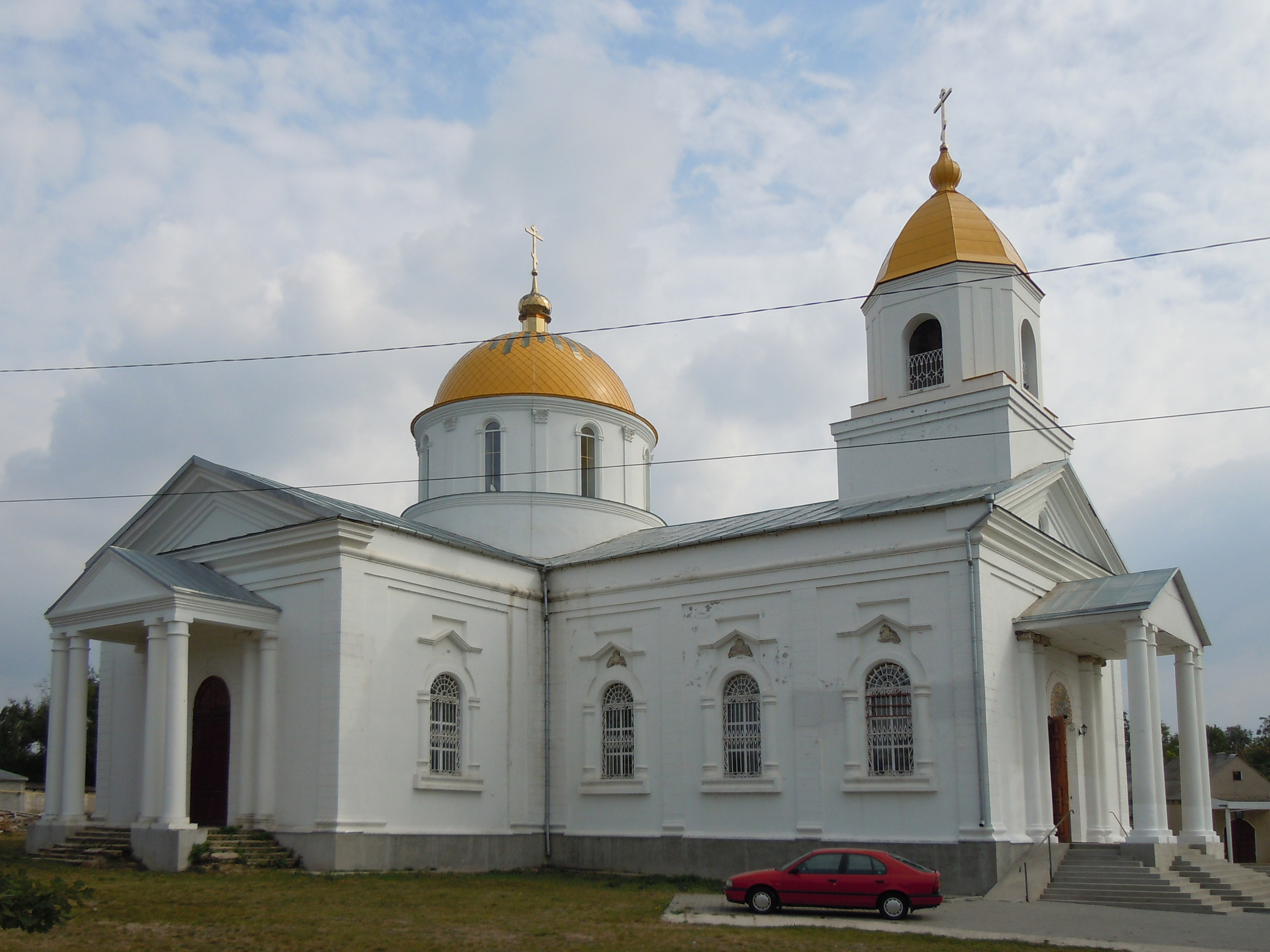
2014 р.

## Архітектурні особливості
Свято-Нікольський Собор являє собою хрестово-купольний трипчастинний одноголовий храм, споруджений за принципом центрально-осьової симетрії. У торцях явно вираженого планового хреста організовані входи в будівлю: на західному фасаді - через дзвінарню, в трансепті - з півночі і півдня. Східне плече і трапезна перекриті напівциркульними склепіннями на попружних арках, північне і південне крило - зімкнутим склепінням. В об'ємно-просторової композиції домінує масивний еліпсоїдний світловий барабан, перекритий сферичним куполом, який через систему вітрил і арок спирається на тричвертні колони.
До західного фасаду примикає триярусна дзвінарня з притвором в першому ярусі. Верхній ярус - восьмерик, з арочними прорізами по сторонах світу. Увінчана восьмигранним шоломоподібним куполом.
Архітектурно-пластичне оформлення фасадів виконано в формах розвиненого класицизму. Входи в будівлю акцентовані чотириколонним портиками тосканського ордера з трикутними фронтонами. На стінах колонах портиків відповідають напівколони іонічного ордера. Стіни розчленовані рустованими лопатками. Напівциркульні, обрамлені тягненим лиштвою вікна фланковані напівколонами тосканського ордера і прикрашені нішами з рослинним орнаментом і сандриками.